# Ruesnes
Ruesnes ist eine französische Gemeinde mit 452 Einwohnern (Stand 1. Januar 2022) im Département Nord in der Region Hauts-de-France. Sie gehört zum Kanton Avesnes-sur-Helpe im Arrondissement Avesnes-sur-Helpe. Die Bewohner nennen sich Ruesnois.

## Geografie
Die Gemeinde Ruesnes liegt im Regionalen Naturpark Avesnois, elf Kilometer südsüdöstlich von Valenciennes. Sie grenzt im Nordosten an Villers-Pol, im Osten an Le Quesnoy, im Süden an Beaudignies, im Südwesten an Capelle, im Westen an Bermerain und im Nordwesten an Sepmeries. Durch die Gemeinde führt die Eisenbahnlinie von Aulnoye-Aymeries nach Valenciennes; der nächste Bahnhof befindet sich in Le Quesnoy.

## Bevölkerungsentwicklung
| Jahr                       | 1962 | 1968 | 1975 | 1982 | 1990 | 1999 | 2006 | 2012 | 2021 |
| Einwohner                  | 398  | 365  | 360  | 350  | 528  | 496  | 451  | 428  | 455  |
| Quellen: Cassini und INSEE |      |      |      |      |      |      |      |      |      |

## Sehenswürdigkeiten
- Kirche Saint-Pierre-aux-Liens von 1763
- Oratorien
- Soldatenfriedhof
- Gefallenendenkmal

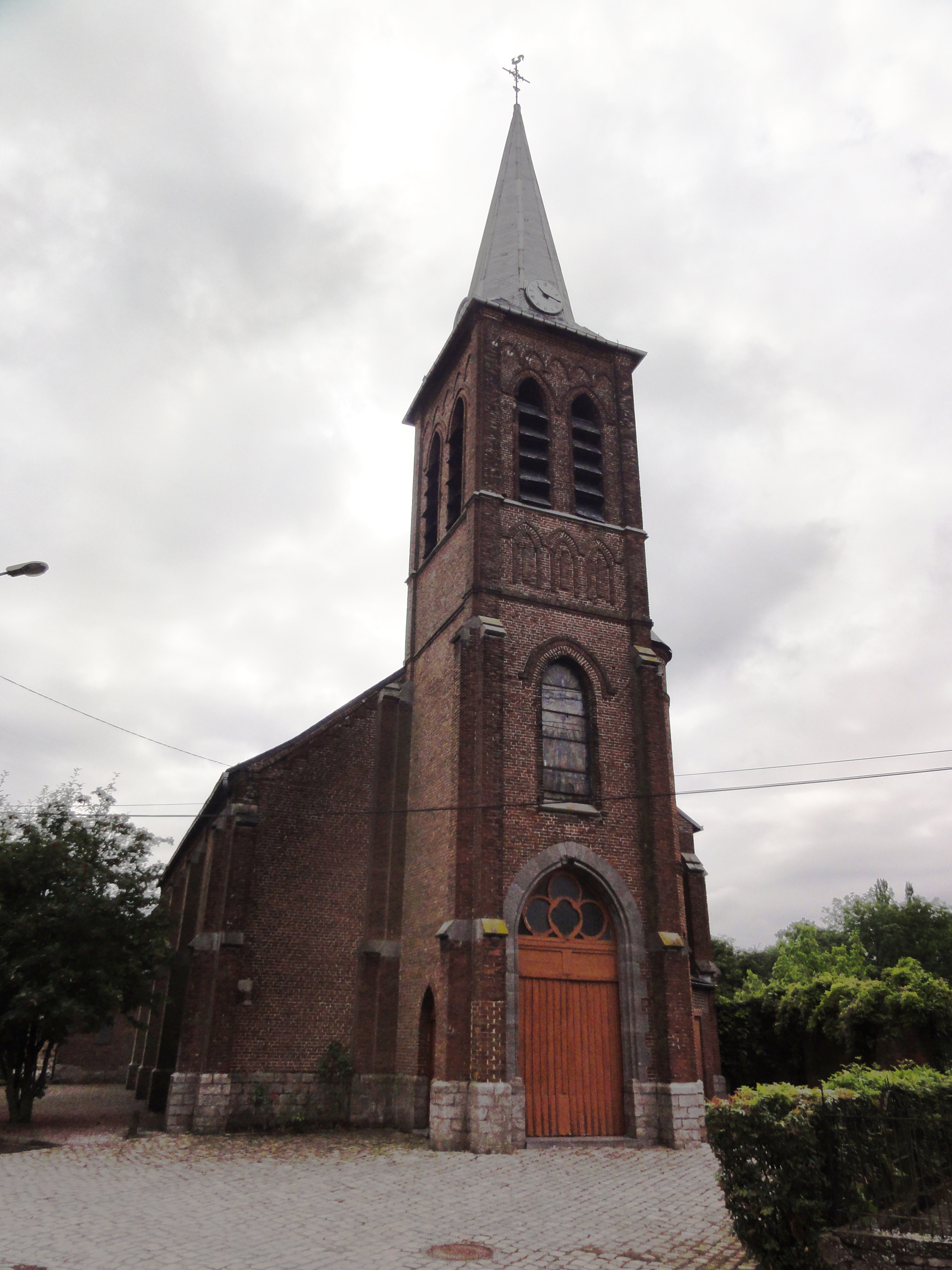
Kirche Saint-Pierre-aux-Liens
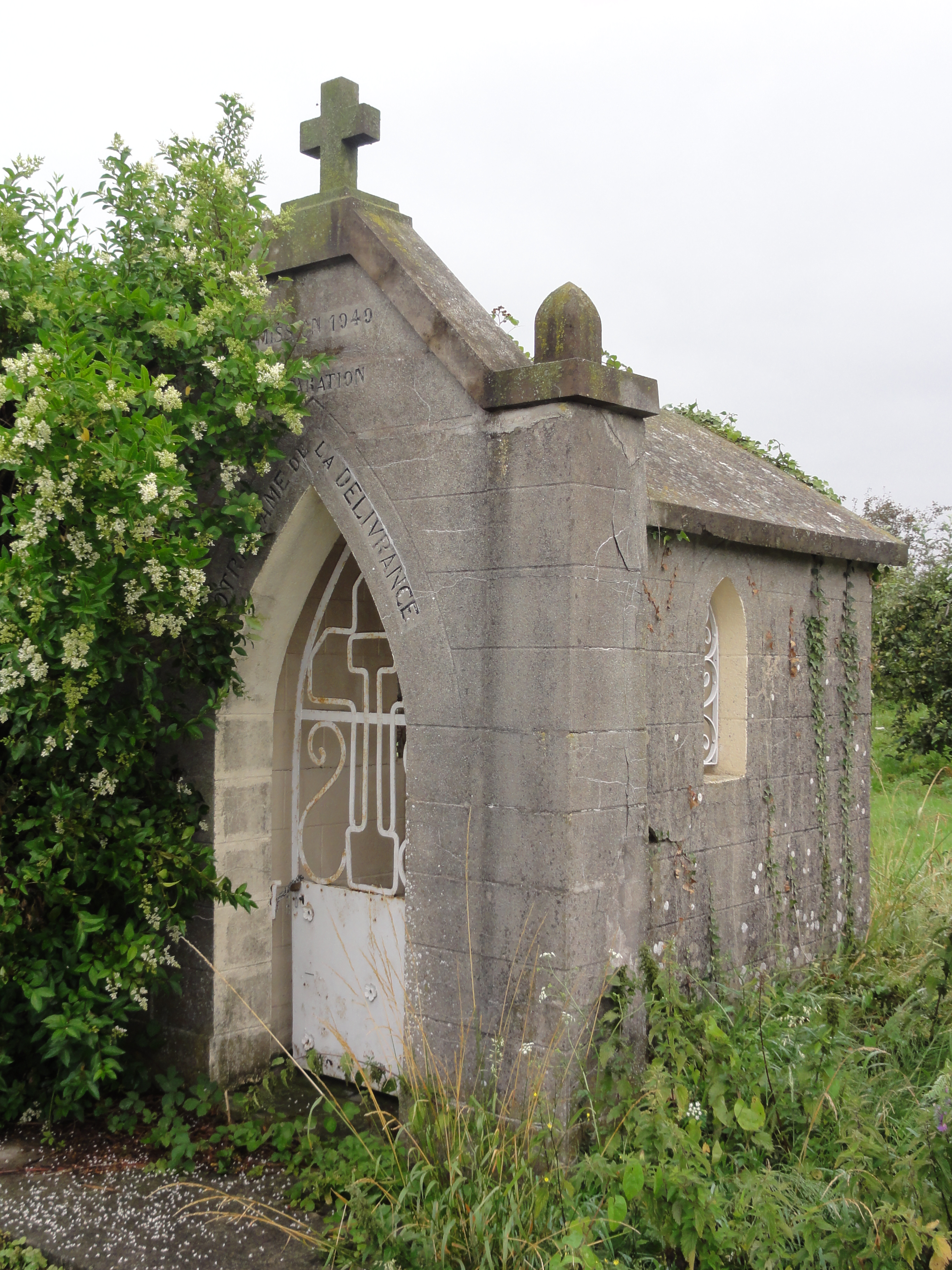
Kapelle Notre-Dame-de-la Délivrance
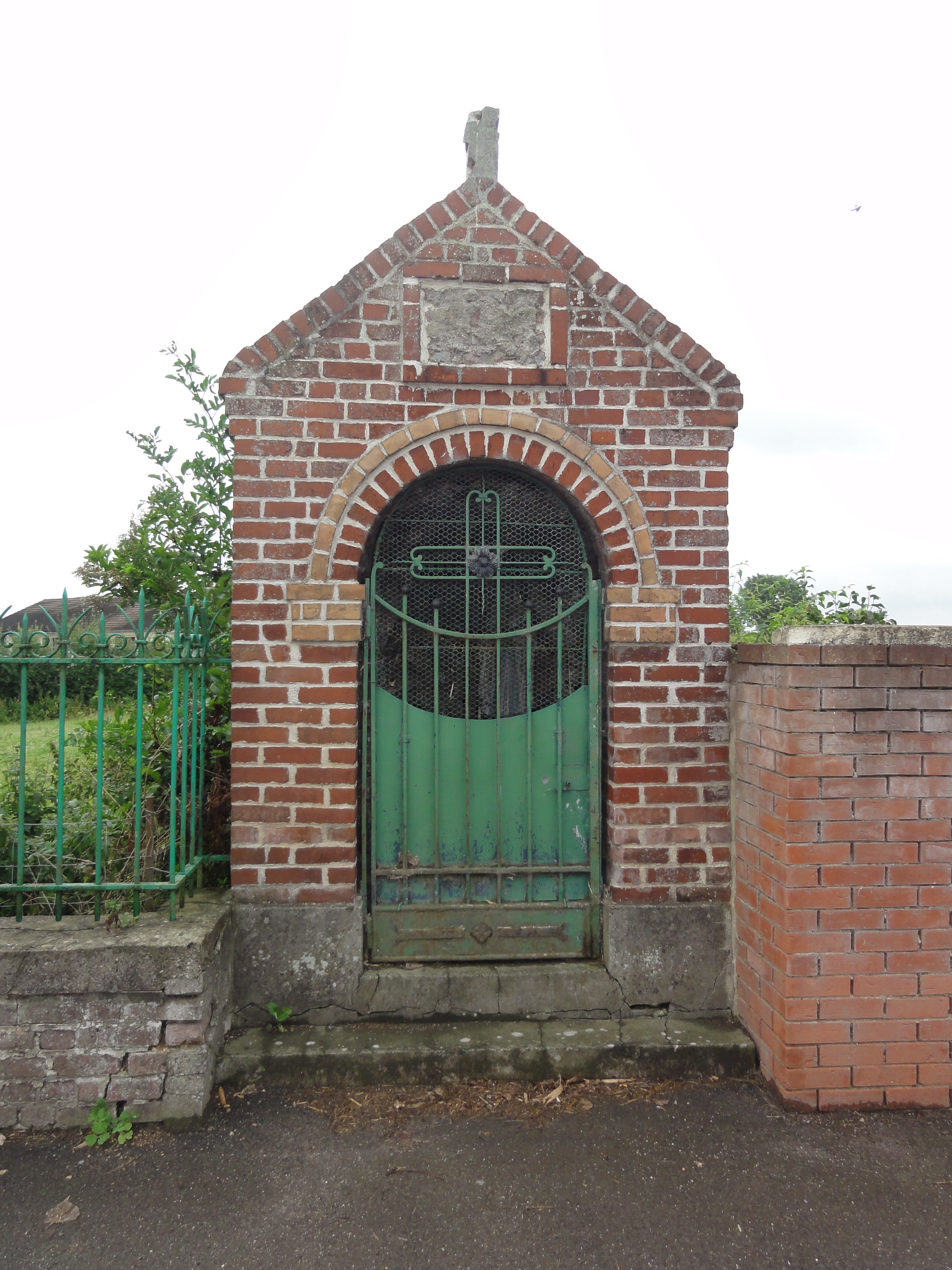
Kapelle Notre-Dame-de-Lourdes
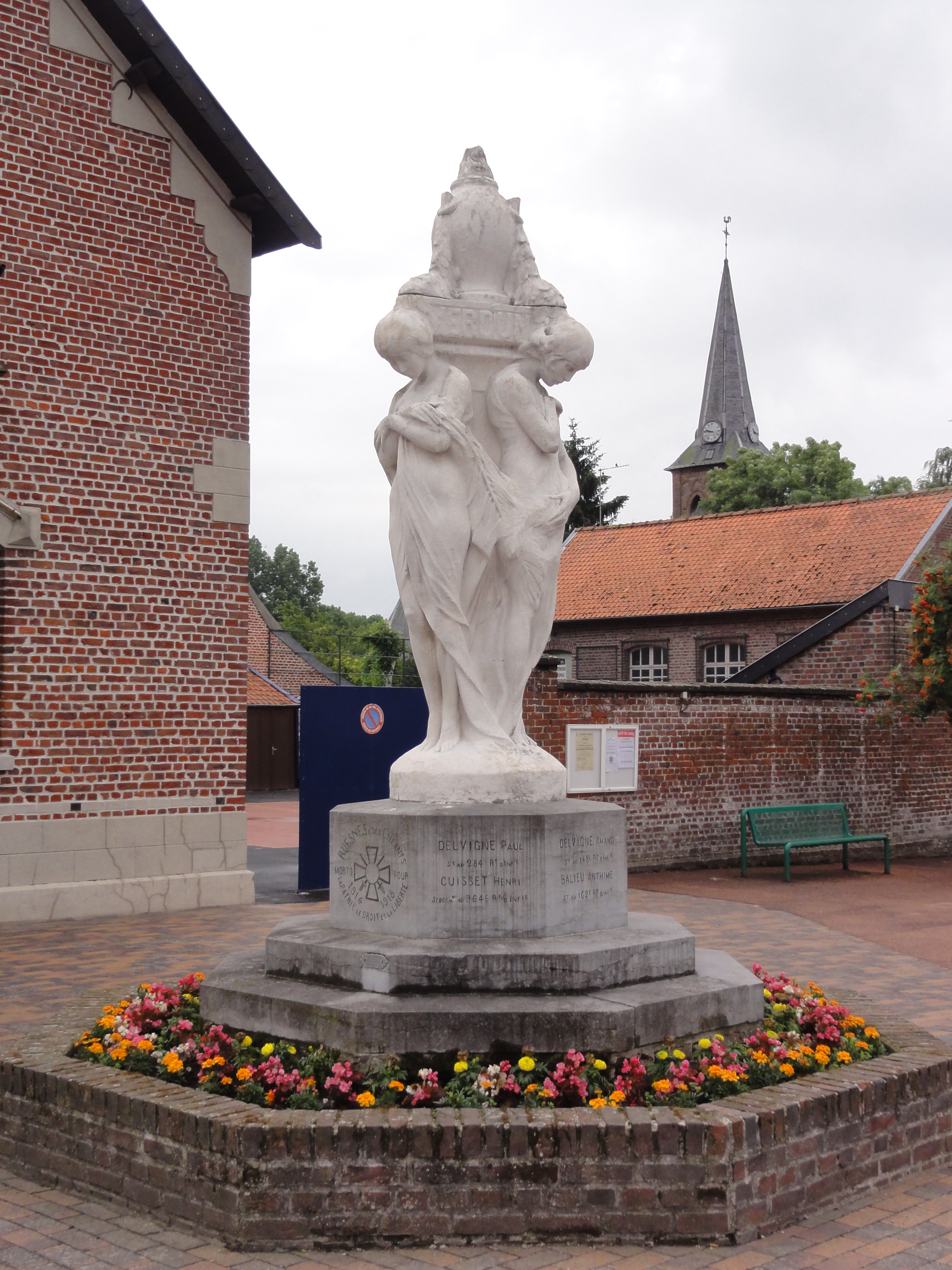
Gefallenendenkmal